# 廖欽
廖欽，明朝初年政治人物。
初授河內縣丞，以廉潔有才能著稱。八年后，調任吳江縣縣丞，后因事連坐被謫戍。久之，以老病放歸。他途徑河內縣時，當地百姓競相持羊和酒為其祝壽，且贈給他絲絹，不到一會時間就累積數百匹。廖欽堅持辭退而不得，只好趁夜逃去。

## 延伸阅读
[在维基数据编辑]
 《明史卷二百八十一》，出自《明史》